# Бин, Рой
Рой Бин (англ. Roy Bean; примерно 1825 — 16 марта 1903) — американский страж закона времён Дикого Запада, самозваный судья в округе Вал-Верде (Техас), называвший себя «единственным законником к западу от Пекоса». Согласно легенде, творил суд в салуне на берегу Рио-Гранде. Заслужил репутацию судьи-вешателя, хотя в действительности приговорил к смерти только двух человек, одному из которых удалось бежать. Стал героем ряда вестернов, включая фильм Джона Хьюстона «Жизнь и времена судьи Роя Бина», где его сыграл Пол Ньюман.